# Notre mère la guerre
Notre mère la guerre est une série de bande dessinée en quatre tomes sur la Première Guerre mondiale.

## L'œuvre

### Résumé
Pendant la Première Guerre mondiale, le lieutenant Vialatte, issu de la gendarmerie, et le commandant Janvier sont chargés d'enquêter sur les meurtres, en 1915, de plusieurs femmes (une serveuse de bistrot, une infirmière, une journaliste canadienne) retrouvées mortes dans les tranchées avec, à chaque fois, une lettre d'adieu sur leur cadavre. Les lettres sont écrites par la même main et sur le même papier. Les soupçons se portent sur les hommes du caporal Peyrac, de jeunes délinquants (plus ou moins sains d'esprit pour certains) qui lui ont été confiés afin de se « racheter » et qui ont été envoyés en première ligne.
L'enquête s'étale entre 1915 et le 11 novembre 1918.

### Personnages
- Le lieutenant Roland Vialatte
- Le caporal Gaston Peyrac, forgeron dans le civil
- Le commandant Max Janvier
- Eva, l'amie autrichienne du lieutenant Vialatte
- Colette, la femme de Peyrac
- Julien Dussart dit « Jolicœur », soldat sous les ordres de Peyrac

## « Commentaire »
« Une histoire de guerre véridique n'est jamais morale. Elle n'est pas instructive, elle n'encourage pas la vertu, elle ne suggère pas de comportement humaniste idéal, elle n'empêche pas les hommes de continuer à faire ce que les hommes ont toujours fait. […]
La première règle, me semble-t-il, est qu'on peut juger de la véracité d'une histoire de guerre d'après son degré d'allégeance absolue et inconditionnelle à l'obscénité et au mal. » Tim O'Brien, À propos de courage

## Publication des albums
- 2009 : Notre Mère la guerre. Première complainte[2]  (ISBN 978-2-7548-0165-2)
- 2010 : Notre Mère la guerre. Deuxième complainte  (ISBN 978-2-7548-0320-5)
- 2011 : Notre Mère la guerre. Troisième complainte  (ISBN 978-2-7548-0403-5)
- 2012 : Notre Mère la guerre. Requiem[3]  (ISBN 978-2-7548-0752-4)
- 2014 : Notre Mère la guerre. Le récit complet Intégrale  (ISBN 978-2-7548-1086-9)
- 2014 : Notre Mère la guerre. Chroniques Hors-série  (ISBN 978-2-7548-1155-2)

## Projet de film
Un long métrage homonyme est en projet depuis 2013, soutenu par Olivier Marchal[Passage à actualiser].